# Pouzdřany (zámek)
Pouzdřany jsou zámek ve stejnojmenné obci v okrese Břeclav. Raně barokní zámek uzavřené čtyřkřídlé dispozice vznikl přestavbou gotické tvrze z poloviny 14. století, později renesančně přebudované. Do současnosti se dochovalo pouze dvoukřídlé torzo s novodobou přístavbou. Zámek je chráněn jako kulturní památka.

## Historie
Tvrz v Pouzdřanech vznikla snad před rokem 1368. Tehdy od Hynka z Lipé získal ves Mikuláš z Ohrozimi zvaný Dítě, který pak na tvrzi sídlil. Roku 1375 je označována jako hrad, jeho součástí měla být kaple Panny Marie. Od roku 1383 patřila ves i tvrz opět pánům z Lichtenštejna. Ti majetek drželi až do roku 1556. Sídlili zde někteří členové rodu, kteří zřejmě tvrz dále přestavovali. Po Lichtenštejnech ves krátce vlastnil Ambrož z Ottersdorfu. V roce 1575 získali Pouzdřany židlochovičtí Žerotínové, kteří tvrz renesančně přestavěli. Tvrz obíhal příkop, napájený potokem. V roce 1630 zakoupili Pouzdřany Ditrichštejnové, kteří je připojili k mikulovskému panství, kde zůstaly až do zrušení patrimoniální správy.

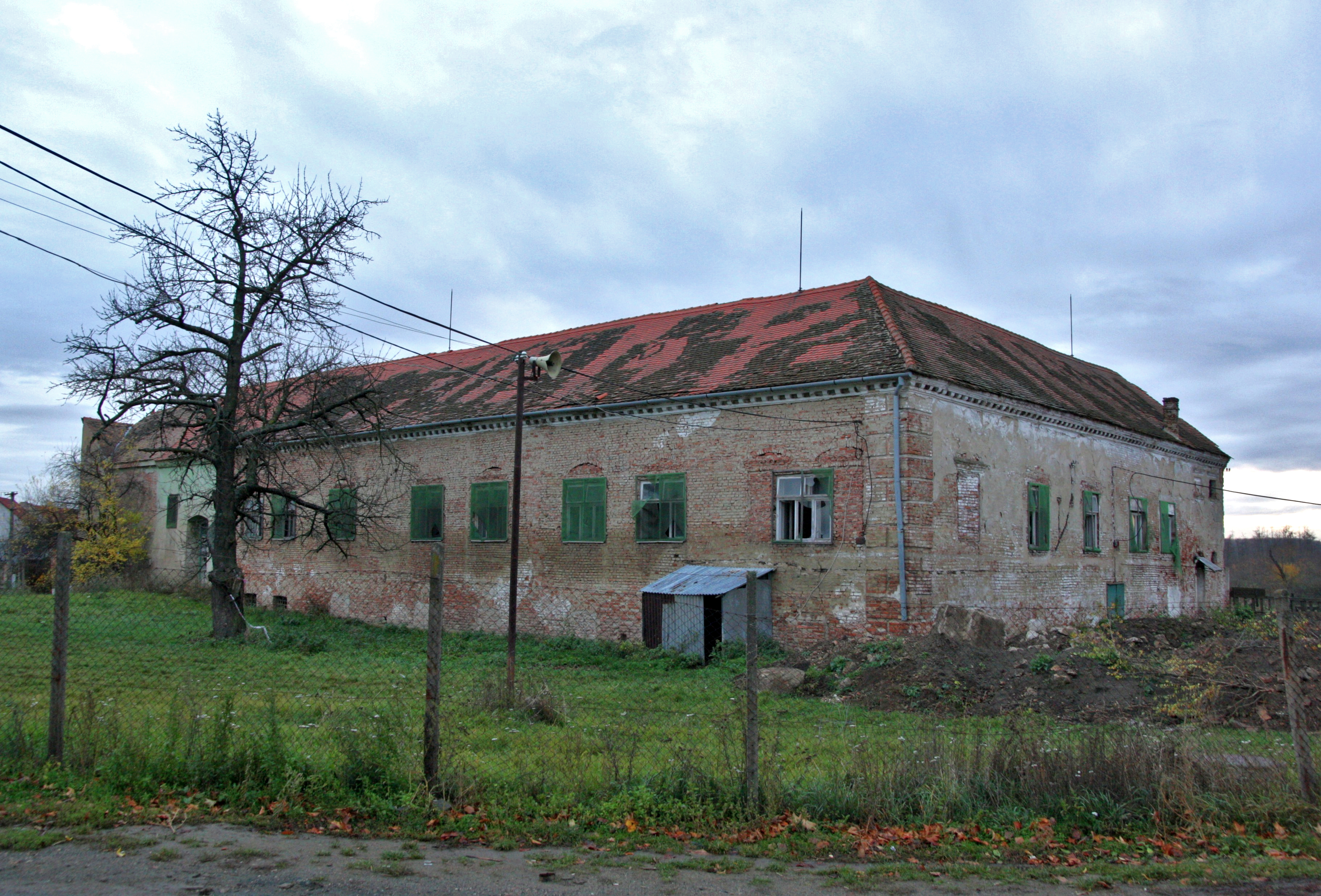
Vnější fasády východního a severního křídla, 2015

Během 17. století byla tvrz několikrát poničena, a to nejprve za vpádu Bočkajovců roku 1605, poté během třicetileté války a nakonec turecko-tatarským nájezdem v roce 1663. Ditrichštejnové následně zpustošenou tvrz přestavěli na čtyřkřídlý raně barokní zámek s uzavřeným dvorem. Severní, východní a jižní křídlo měly na nádvorní straně arkády. Z osy jižního křídla vystupovala věž. Západní křídlo vystupovalo rizalitem s opěráky. Při západní straně zámku protékal potok. Za ním na západ se rozprostíral sad, obehnaný zdí, v nárožích doplněnou polygonálními bastiony. Severovýchodně k zámku přiléhala malá okrasná zahrada, taktéž obehnaná zdí s bastiony.
Zámek následně sloužil pouze pro účely správy panství, pozdější úpravy měly utilitární charakter. Před rokem 1825 byla značná část objektu zbořena. Počátkem 20. století bylo nově vystavěno jižní křídlo. Ditrichštejnové o pouzdřanský statek a zámek přišli konfiskací státem v roce 1945. Zámek připadl státnímu statku a byl využíván k hospodářským účelům. Prošel řadou degradačních zásahů a neudržovaný chátral i po roce 1989. Roku 2018 zámek získal nový majitel, který roku 2020 nechal zpracovat studii rekonstrukce. Roku 2022 proběhl archeologický průzkum a pokračovala příprava projektové dokumentace.

## Stavební podoba
Zámek Pouzdřany stojí při severním okraji obce. Je trojkřídlá jednopatrová stavba, pozůstatek původní čtyřkřídlé stavby s uzavřeným nádvořím. Poslední autentickou částí je východní křídlo, na něj navazuje pozůstatek severního křídla a novodobě od základů vystavěné jižní křídlo. Budovy kryje sedlová střecha. Nádvorní fasády původních křídel vyplňují půlkruhově klenuté arkády na cihlových hranolových pilířích, a to v přízemí i patře. V přízemí jsou otevřené, v patře druhotně zazděné, osazené okny. Vnější fasády jsou hladké, na nárožích opatřeny nepravou bosáží. Okna jsou nepůvodního tvaru, nově osazená ve 20. století. Místnosti v přízemí i patře mají ploché stropy, pouze arkádové chodby jsou zaklenuty valenými klenbami s trojbokými styčnými výsečemi.